# Grindorff-Bizing
Grindorff-Bizing és un municipi francès, situat al departament del Mosel·la i a la regió del Gran Est. L'any 2007 tenia 320 habitants.

## Demografia

### Població
El 2007 la població de fet de Grindorff-Bizing era de 320 persones. Hi havia 110 famílies, de les quals 16 eren unipersonals (8 homes vivint sols i 8 dones vivint soles), 33 parelles sense fills, 53 parelles amb fills i 8 famílies monoparentals amb fills.
La població ha evolucionat segons el següent gràfic:
Habitants censats

### Habitatges
El 2007 hi havia 124 habitatges, 112 eren l'habitatge principal de la família, 3 eren segones residències i 9 estaven desocupats. 117 eren cases i 7 eren apartaments. Dels 112 habitatges principals, 101 estaven ocupats pels seus propietaris, 9 estaven llogats i ocupats pels llogaters i 2 estaven cedits a títol gratuït; 1 tenia dues cambres, 8 en tenien tres, 20 en tenien quatre i 83 en tenien cinc o més. 107 habitatges disposaven pel capbaix d'una plaça de pàrquing. A 32 habitatges hi havia un automòbil i a 72 n'hi havia dos o més.

### Piràmide de població
La piràmide de població per edats i sexe el 2009 era:
| Homes | Edats   | Dones |
| ----- | ------- | ----- |
| 0     | 95 o +  | 0     |
| 0     | 90 a 94 | 0     |
| 0     | 85 a 89 | 4     |
| 0     | 80 a 84 | 0     |
| 4     | 75 a 79 | 8     |
| 0     | 70 a 74 | 4     |
| 4     | 65 a 69 | 12    |
| 12    | 60 a 64 | 4     |
| 8     | 55 a 59 | 8     |
| 8     | 50 a 54 | 4     |
| 4     | 45 a 49 | 4     |
| 24    | 40 a 44 | 12    |
| 12    | 35 a 39 | 4     |
| 8     | 30 a 34 | 20    |
| 4     | 25 a 29 | 8     |
| 0     | 20 a 24 | 0     |
| 8     | 15 a 19 | 4     |
| 12    | 10 a 14 | 12    |
| 12    | 5 a 9   | 12    |
| 8     | 0 a 4   | 0     |

## Economia
El 2007 la població en edat de treballar era de 197 persones, 143 eren actives i 54 eren inactives. De les 143 persones actives 135 estaven ocupades (80 homes i 55 dones) i 8 estaven aturades (8 dones i 8 dones). De les 54 persones inactives 11 estaven jubilades, 19 estaven estudiant i 24 estaven classificades com a «altres inactius».

### Ingressos
El 2009 a Grindorff-Bizing hi havia 110 unitats fiscals que integraven 317 persones, la mediana anual d'ingressos fiscals per persona era de 17.772 €.

### Activitats econòmiques
Dels 6 establiments que hi havia el 2007, 3 eren d'empreses de construcció, 1 d'una empresa de comerç i reparació d'automòbils, 1 d'una empresa d'hostatgeria i restauració i 1 d'una empresa de serveis.
Dels 4 establiments de servei als particulars que hi havia el 2009, 1 era un taller de reparació d'automòbils i de material agrícola, 1 guixaire pintor, 1 fusteria i 1 electricista.
L'any 2000 a Grindorff-Bizing hi havia 23 explotacions agrícoles que ocupaven un total de 371 hectàrees.

## Equipaments sanitaris i escolars
El 2009 hi havia una escola maternal integrada dins d'un grup escolar amb les comunes properes formant una escola dispersa.

## Poblacions més properes
El següent diagrama mostra les poblacions més properes.